# Colombar de Phayre
Treron phayrei
Espèce
Statut de conservation UICN

 NT  : Quasi menacé
Le Colombar de Phayre (Treron phayrei) ou colombar à tête cendrée, est une espèce d'oiseaux de la famille des Columbidae. Elle fut jadis considérée comme une sous-espèce du Colombar pompadour (T. pompadora).

## Nomenclature
Son nom commémore l'officier et naturaliste britannique Arthur Purves Phayre (en) (1812-1885).

## Répartition
Son aire s'étend du nord-est du sous-continent indien à travers l'Indochine jusqu'au nord de l'isthme de Kra.